# Figura Matki Boskiej w murze cmentarnym (Police nad Metují)
Figura Matki Boskiej w murze cmentarnym – zabytkowa figura w murze cmentarnym, w Czechach, w miejscowości Police nad Metují.
Figura Matki Boskiej z około 1900 stoi w niszy na sztucznej skale w północnej części muru cmentarza. Nisza posiada zabytkowy barokowy szczyt. Po jego bokach znajdują zejścia wolutowe. Szczyt na środku ma gzyms zwieńczony barokowym cokołem z kulą. W tarczy poniżej widnieje napis łac. Fons salutis, mariano patrocinio dicatus. Do studni prowadzi siedem stopni zamkniętych w półkolu.